# Богородицерождественская церковь (Клишино)
Богородицерождественская церковь — действующий храм села Клишино городского округа Озёры Московской области. Приход церкви входит в Озёрский благочиннический округ Московской Епархии РПЦ.

## История
Первое упоминание о храме можно найти в «Историко-статистическом описании церквей и монастырей Рязанской епархии»:
«Село Клишино, церковь Богородице-Рождественская, в 22 верстах от уездного города Зарайска. Клишино в качестве пустоши в приправочной книге 1616 году значится старою вотчиною Масловых. Церковь упоминается в окладной книге 1676 года, в приходе этой церкви значится 16 дворов, в том числе один боярский, а церковной земли и покосов — нет… Существующая ныне в том селе каменная Богородице-Рождественская церковь с приделом в честь Всех Святых, построена в 1746 году (то есть, перестроена — прим. авт.)… По штату 1873 года церковь значится приписною К. С. Протасову».
Нынешнее здание церкви построено во второй половине 1680-х годов.
В 1930-е годы храм был закрыт, и по указу советской власти его хотели взорвать и разобрать на кирпич, но жители села не дали этого сделать, после чего он использовался как склад и сельский рынок.
В 1998 году церковь была возвращена верующим. С 1999 года в ней начались восстановительные работы. В августе 2000 года был назначен постоянный священник. В ходе ремонта внешний декор XVII века — кокошники, пучки полуколонок, наличники и оплечье окон, обрамления входов — был утрачен.

### Священнослужители
- Священник Никита Сидоров (с 1785 по 1798);
- Диакон Евфимий Савин (с 1785 по 1793);
- Священник Илия Окуньков (с 1835 по 1879);
- Диакон Стефан Васильевский (с 1877 по 1915);
- Священник Михаил Сардановский (с 1879 по 1915);
- Священник Сергий Покровский — до 1925 года.

## Устройство
Церковь была пятикупольной, с небольшой колокольней. Также известно, что здание церкви делилось на две части: летнюю и зимнюю (четверик и притвор). В летней части богослужения совершались преимущественно летом, так как отапливалась только зимняя часть, где в остальное время года и проходили службы. В летней части (четверике) находился основной придел, освященный в честь Рождества Богородицы. Во второй, зимней части (притворе) также находился престол, освященный в честь Всех Святых. Согласно «Спискам соборных приходских городских и сельских церквей, церковнослужителей с их семьями по г. Зарайску и его округа за 1797» к Богородицерождественской церкви с. Клишино было приписано 34 двора. Число людей: мужского пола — 236, женского — 253. Здание церкви каменное, 
«изнутри и снаружи стенами и кровлею крепка, утварию довольна. Пашенной усадебной земли и сенных покосов указная пропорция 36 десятин».